# Lekcjonarz 11
Lekcjonarz 11 (według numeracji Gregory-Aland), oznaczany przy pomocy siglum ℓ 11 – rękopis Nowego Testamentu pisany minuskułą na pergaminie w języku greckim z XIII wieku. Służył do czytań liturgicznych. Dawniej był znany jako Codex Regius 309.

## Opis rękopisu
Kodeks zawiera wybór lekcji z Ewangelii do czytań liturgicznych, na 142 pergaminowych kartach (30 cm na 23 cm). Część kart kodeksu zaginęła. Stosuje noty muzyczne (neumy).
Tekst rękopisu pisany jest dwoma kolumnami na stronę, 22 linijek w kolumnie.

## Historia
Paleograficznie datowany jest na wiek XIII. Rękopis badał Johann Jakob Wettstein, Scholz, Paulin Martin.
Obecnie przechowywany jest we Francuskiej Bibliotece Narodowej (Gr. 309) w Paryżu.
Jest rzadko cytowany w naukowych wydaniach greckiego Novum Testamentum Graece Nestle-Alanda (UBS3). NA27 nie cytuje go.